# Nucet, Dâmbovița
Nucet este satul de reședință al comunei cu același nume din județul Dâmbovița, Muntenia, România.

## Personalități
- Mihai Antonescu, avocat, ministru, om politic
- Rodica Mihaela Stănoiu, senator, om politic
- Ion Stan, deputat, om politic
- Octavian Popescu, fotbalist

 Acest articol despre o localitate din județul Dâmbovița este deocamdată un ciot. Puteți ajuta Wikipedia prin completarea lui.